# Chronopolis
Chronopolis est un film français réalisé par Piotr Kamler, sorti en 1983.

## Synopsis
L’histoire d’une ville gargantuesque cachée dans le ciel, où vivent de puissants immortels, devenus las de leur existence et s’ennuyant de la vie éternelle. Manipulant les éléments du temps, ils jouent avec des particules atomiques et de l’électricité, construisant de manière monotone des objets bizarres et inhabituels, souhaitant atteindre la perfection.

## Fiche technique
- Titre : Chronopolis
- Réalisation : Piotr Kamler
- Texte de Gabrielle Althen et Piotr Kamler dit par Michael Lonsdale
- Photographie : Piotr Kamler
- Costumes : Krystyna Kamler
- Musique : Luc Ferrari
- Montage : Michèle Péju
- Sociétés de production : Productions du Cirque - INA - AAA
- Pays d'origine :  France
- Genre : animation
- Format : Couleurs - 35 mm
- Durée : 70 minutes
- Date de sortie : France, 21 septembre 1983

## Sélections
- 1982 : Festival de Cannes (sélection officielle « hors compétition »)
- 1983 : Festival international du film d'animation d'Annecy